# NGC 1444
NGC 1444 ist die Bezeichnung für einen offenen Sternhaufen im Sternbild Perseus. NGC 1444 hat einen Winkeldurchmesser von 4 Bogenminuten und eine Helligkeit von 6,60 mag. 
Der offene Sternhaufen NGC 1444 wurde am 18. Dezember 1788 von dem deutsch-britischen Astronomen Friedrich Wilhelm Herschel entdeckt.